# Hotel Vojvodina

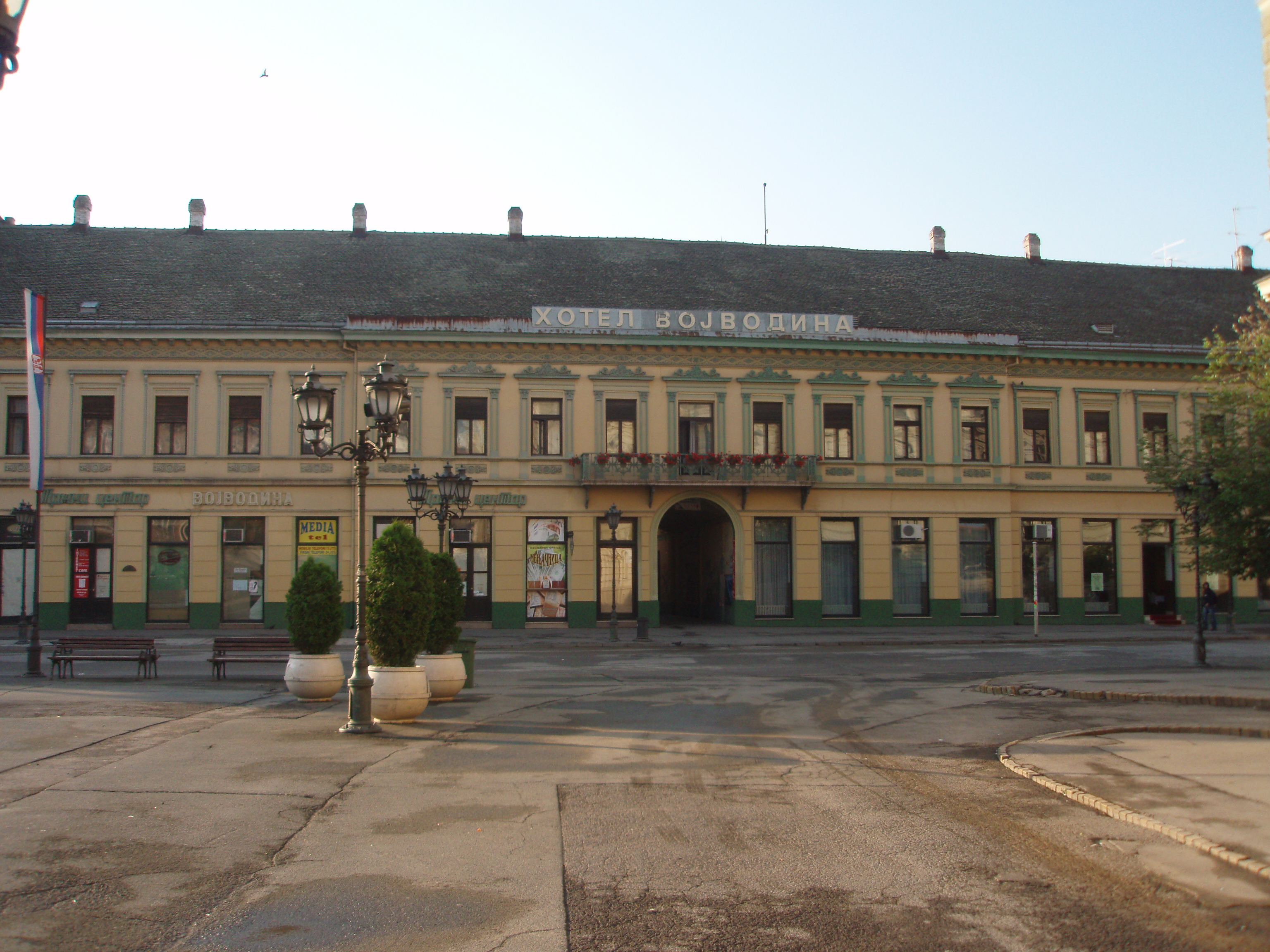
Hotel Vojvodina v roce 2009.

Hotel Vojvodina (v srbské cyrilici Хотел Војводина) se nachází ve městě Novi Sad v Srbsku. Jeho jednopatrová budova stojí na náměstí svobody v samém centru města.
Jedná se o nejstarší hotel ve městě. Vznikl v proluce, která zůstala po bombardování města v roce 1849. Dříve zde stál tzv. Heilův pivovar. V druhé polovině 19. století se jednalo o významné místo společenských setkání v Novém Sadu. Tehdy se hotel jmenoval Hotel Jelisaveta, podle tehdejší rakouské císařovny (Novi Sad byl až do roku 1918 součástí Uher a Habsburské monarchie). V přízemí se tehdy nacházela vyhlášená restaurace. Hlavní sál s názvem Slunce (srbsky Sunce) sloužil až do roku 1872 často také pro potřeby místních divadelníků, než bylo ve městě vybudováno kamenné divadlo.
Již na konci uvedeného století měl hotel vlastní elektrické osvětlení. Po první světové válce byl hotel modernizován, získal nového vlastníka a byl přejmenován na počest Marie Rumunské jako Hotel Marija. Po druhé světové válce byl hotel znárodněn a od té doby také nese současný název.